# Arteria poplítea
La arteria poplítea es una arteria que se origina como prolongación de la arteria femoral.

## Ramas
Emite las siguientes ramas:
Ramas colaterales:
- Arterias surales externa e interna.
- Arteria superior medial de la rodilla.
- Arteria superior lateral de la rodilla.
- Arteria media de la rodilla.
- Arteria inferior medial de la rodilla.
- Arteria inferior lateral de la rodilla.

Ramas terminales:
- Arteria tibial anterior o Tronco tibioperoneo.

## Distribución
Se distribuye hacia la rodilla y la pantorrilla.